# ChAI-35
Die ChAI-35 (russisch ХАИ-35) war ein einmotoriges, einsitziges UL-Flugzeug. Es wurde am Luftfahrtinstitut Charkow (heute Charkiw) von Studenten unter Leitung von H. Lawrow in einer Holz/Kunststoff-Gemischtbauweise entwickelt und flog erstmals 1981.
Es handelt sich um einen abgestrebten Hochdecker vom Parasol-Typ mit einem konventionellen Leitwerk. Der Motor ist hinter der Tragfläche angeordnet und treibt einen Druckpropeller an. Das Fahrwerk besteht aus einem einzelnen Rad im Bereich kurz vor dem Schwerpunkt und einem Schleifsporn am Heck. In der Auslegung erinnert die Maschine an eine motorisierte Variante des Schulgleiters SG 38. Zum Schutz der Flügelenden tragen diese Scheuerleisten. 1986 wurde die Maschine nochmals modifiziert und erhielt die Bezeichnung ChAI-35M. Von diesem Flugzeug wurde nur ein Einzelstück gebaut.

## Technische Daten
| Kenngröße             | Daten                      |
| --------------------- | -------------------------- |
| Länge                 | 5,4 m                      |
| Spannweite            | 10 m                       |
| Flügelfläche          | 11 m²                      |
| Flügelstreckung       | 9,1                        |
| Leermasse             | 200 kg                     |
| max. Startmasse       | 290 kg                     |
| Höchstgeschwindigkeit | 100 km/h                   |
| Landegeschwindigkeit  | 60 km/h                    |
| Steiggeschwindigkeit  | 2 m/s                      |
| Triebwerk             | 1 × M-61K, 22,4 kW (30 PS) |